# Château de Cortegana
Le château de Cortegana est une forteresse médiévale située à Cortegana, dans la province espagnole de Huelva, en Andalousie. Elle fut bâtie au XIIIe siècle sur le site d'un château plus ancien. Le roi Sanche IV de Castille ordonna sa construction en plein conflit avec le royaume voisin du Portugal.
Très restauré, il domine aujourd'hui de sa fière allure le village, dans un paysage de douces montagnes. Il fut classé monument historique en 1993.

## Historique

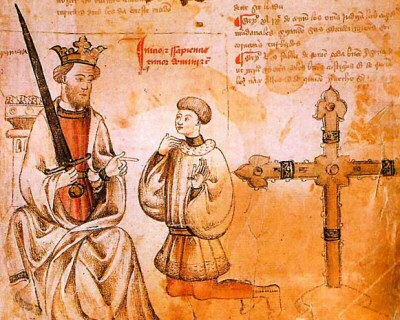
Sanche IV de Castille, manuscrit des Castigos del rey don Sancho.

On ignore à peu près tout de la fondation du château de Cortegana. Avant la reconquête, aucune chronique musulmane ne cite l'existence d'une enceinte fortifiée sur les lieux, pourtant déjà occupés, comme en témoignent les pièces de monnaie arabes retrouvées sur place. Une légende populaire, recueillie en 1633 par Juan de Ledesma, attribue la création du château à un certain Pedro Domingo, chevalier tombé en disgrâce à la cour. Luttant contre les Portugais, il aurait retrouvé ses lettres de noblesse et aurait reçu solennellement de Sanche IV de Castille le château qu'il aurait fondé à Cortegana. Si ce chevalier, originaire de Ciudad Rodrigo a bien existé et a reçu des terres au moment de la répartition du territoire du royaume de Séville, rien ne prouve qu'il soit bien le bâtisseur de la forteresse. La plus grande prudence s'impose donc à la lecture de cette légende.
Une opinion répandue donne Sanche IV de Castille comme fondateur. En 1293, ce dernier autorise en enfin la ville de Séville à bâtir des forteresses au nord-ouest pour protéger son immense territoire, délimité par Alphonse X en 1253. Le règne de Sanche IV est marqué, entre autres choses, par un violent conflit avec le Portugal dont l'origine remonte au règne du père de Sanche, Alphonse X. Le litige porte sur la possession de l'Algarve et la délimitation de la frontière entre les deux royaumes. En dépit de la signature d'un traité de paix à Badajoz en 1267, les dissensions perdurent durant des années.
Pour faire face à ses ennemis voisins, Sanche IV fait édifier une ligne de fortifications faisant face au royaume portugais, et appelée la Banda gallega. De cette ligne subsistent les forteresses d'Aracena, d'Aroche et de El Castillo de las Guardas. Néanmoins, le privilège de 1293 ne signale pas Cortegana, mais seulement Santa Olalla del Cala et Cumbres Mayores, et affirme qu'avec ces deux derniers ensembles castraux, la ligne défensive de Séville est déjà terminée. On peut donc déduire, sans certitude, que la forteresse de Cortegana préexistait à cette décision de 1293.
La première source à faire référence au château remonte à l'année 1344, dans une ordonnance donnée par Alphonse XI de Castille au conseil de Séville. Dès lors, la forteresse de Cortegana apparaît régulièrement dans la documentation. Ainsi, l'on sait que des travaux de plus ou moins grande envergure ont lieu à plusieurs reprises à la fin du XIVe siècle, lorsque réapparaissent les dissensions luso-castillanes. Des injonctions du conseil de Séville du début du XVe siècle permettent d'affirmer que la forteresse présentait sa structure actuelle : une enceinte extérieure et le château à proprement parler, ou alcázar. 
Grâce à l'analyse comparative des différentes forteresses de la région, on estime que la muraille extérieure dut être construite la première, sans doute pour protéger le village primitif, qui s'est ensuite déplacé hors-les-murs. L'alcázar a très vraisemblablement été bâti et agrandi au long du XIVe siècle.

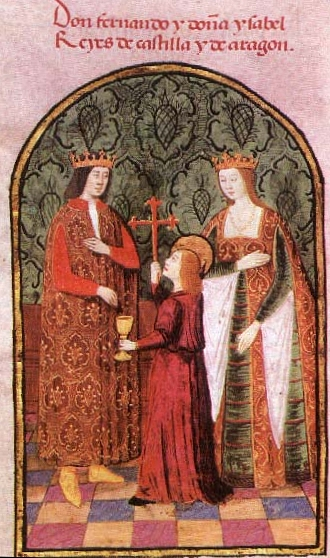
Les Rois catholiques placent la forteresse sous contrôle direct de la Couronne.

La fin du XVe siècle correspond à d'importants changement. Le centralisme des Rois Catholiques amène la forteresse à passer sous le contrôle de la Couronne, tout en maintenant la juridiction du conseil de Séville. Cette dernière, engagée dans un nouveau conflit contre les Portugais, fait ériger le donjon par Diego de Merlo, à une date comprise entre 1478 et 1482. On ignore si cette tour vient en substitution d'une autre ou si elle vient compléter la forteresse, toujours est-il que sa hauteur très nettement différente de celle des autres tours tend à affirmer la puissance de la royauté sur ces terres. Dans le droit chemin de cela, des travaux importants de consolidation et de réparation au début du XVIe siècle, surtout dans le secteur est du château, complètement remodelé.
Au XVIIe siècle, la région se trouve engagée en pleine guerre entre l'Espagne et le Portugal, ce dernier étant décidé à reprendre son indépendance perdue depuis 1580. Le conflit enflamme la péninsule entre 1640 et 1668. Après Aracena, assaillie sans succès à deux reprises, Cortegana est assiégée et pillée en 1642. Le château résiste, mais le village est sinistré par manque de troupes envoyées par Séville. L'on devine l'état déplorable des fortifications après ces combats, notamment par le procès intenté contre l'alcaide Martín de Rioja pour démantèlement. Il ressort des pièces de l'enquête, dont on ne connaît pas le fin mot, que le gouverneur avait en fait simplement négligé l'entretien de la forteresse.
C'est au XVIIIe siècle qu'est établie la première cartographie de la forteresse. Deux ingénieurs militaires, José Díaz Infante et Gerónimo de Amicy, dressent un état précis des lieux et dessinent les plans du château en 1735 et 1739 respectivement. Leurs travaux permettent de disposer d'une précieuse documentation à propos de la place de Cortegana à l'époque.
La fin du XIXe siècle et le début du XXe siècle est signe d'un net essor de la ville, qui se tourne vers son château. La hausse de la population et le goût de la bourgeoisie sévillane pour la région amènent la municipalité à entreprendre la restauration d'un monument, dont seule la robustesse a permis d'éviter l'effondrement total après des années d'abandon. La première intervention a lieu en 1918, suivie d'une autre en 1935. La Guerre civile met un terme à cet enthousiasme. Ce n'est qu'en 1969 que reprennent les travaux qui ont depuis lors redonné tout son éclat à la forteresse. En 2006, la mairie de Séville, propriétaire des lieux a cédé par convention le château à la mairie de Cortegana, qui exploite.

## Le château

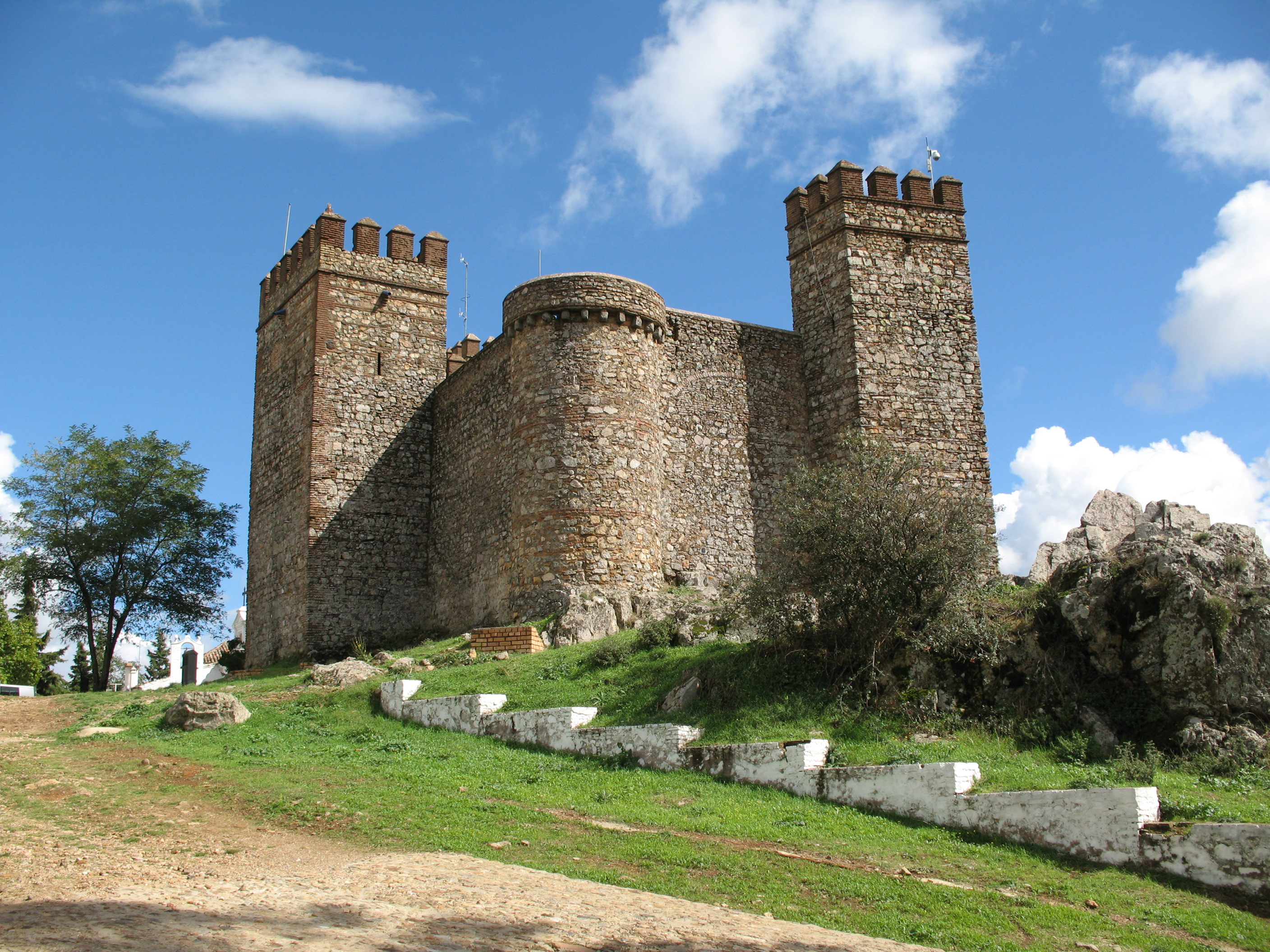
Le château de Cortegana

Le château est bâti en bel appareillage de pierre crue et de brique sur une colline qui surplombe le village de Cortegana. Très ramassé, et pourvu de hautes tours et murailles, il présente un aspect défensif marqué, renforcé par les créneaux des tours et les meurtrières.
Il se compose de deux parties : le château proprement dit et une muraille extérieure, sous forme de barbacane partiellement restaurée. Le château est protégé par une haute enceinte qui forme une petite place d'armes, qui constitue le centre de la forteresse. L'enceinte est flanquée de six tours circulaires et carrées ; un chemin de ronde intérieur court tout au long. Sous la place d'armes est installée une citerne qui servait à alimenter la garnison en eau en cas de siège. C'est depuis cette place que l'on peut accéder aux différents secteurs du château.
Un corps de logis, ou alcázar, prend place à l'un des angles de la cour. Bâti sur deux niveaux, il hébergeait le gouverneur (l'alcaide), et contenait les réserves, une chapelle ainsi qu'un cachot. À l'extrémité de l'alcázar s'appuie le donjon, où torre del Homenaje, la plus haute construction de l'ensemble castral. Édifié postérieurement, il constituait le cœur de l'activité défensive et servait d'ultime réduit en cas d'assaut .